# Ollie Smith
Pas d'image ? Cliquez ici

a Compétitions nationales et continentales officielles uniquement.

b Matchs officiels uniquement.
Dernière mise à jour le 30 octobre 2021.
Oliver (Ollie) James Smith, est né le 14 août 1982 à Leicester (Angleterre). C’est un joueur de rugby à XV, jouant avec l'équipe d'Angleterre entre 2003 et 2005. Il évolue aux postes de centre ou d'ailier (1,85 m et 96 kg). 

## Carrière
Il a eu sa première cape internationale le 9 mars 2003, à l’occasion d’un match du Tournoi des Six Nations contre l'équipe d'Italie. 
Il commence sa carrière en club avec les Leicester Tigers, disputant le Championnat d'Angleterre de rugby (17 matchs et 4 essais en 2004-2005).
Avec le MHRC en Top 14, il dispute 16 matchs en 2008-2009, et marque 2 essais (respectivement contre le MTG XV et le Castres olympique).

## Palmarès
- Cinq sélections avec l'équipe d'Angleterre
- Sélections par année : 3 en 2003, 2 en 2005
- Tournois des Six Nations disputés : 2003, 2005
- A remporté le Grand Chelem en 2003

- 1 sélection avec les Lions britanniques en 2005.